# Dominic Rathbone
Dominic William Rathbone (8 febbraio 1957) è uno storico e papirologo britannico, specializzato nello studio dell'Egitto greco e romano. È professore di storia antica al King's College di Londra e vicepresidente della Society for the Promotion of Roman Studies.

## Biografia
Dominic Rathbone ha studiato lettere classiche al Jesus College dell'Università di Cambridge, dove ha completato anche il dottorato di ricerca sull'archivio di Heroninos, contenente testi provenienti da una tenuta agricola nel Fayum romano. La sua tesi di dottorato è stata pubblicata col titolo Economic Rationalism and Rural Society in Third-Century A.D. Egypt dalla Cambridge University Press nel 1991.
È uno specialista dell'Egitto greco-romano, in particolare di quello documentato sui papiri, ed è presidente dell'Oxyrhynchus Papyri Management Committee dell'Egypt Exploration Society. Ha un interesse particolare per la storia del commercio e delle banche e nelle sue ricerche combina prove archeologiche, papiri e testi antichi. Ha diretto un'indagine di superficie sui villaggi greco-romani nel Fayyum, in Egitto, nel 1995-1998. Studia anche la prima repubblica romana e la storia politica e agraria del periodo medio repubblicano.
È vicepresidente della Society for the Promotion of Roman Studies.

## Opere (parziale)
- Economic Rationalism and Rural Society in Third-Century A.D. Egypt: The Heroninos Archive and the Appianus Estate, Cambridge, Cambridge University Press, 1991, pp.xix + 489.
- Egypt from Alexander to the Copts: an Archaeological and Historical Guide, London, 2004 (con R.S. Bagnall)
- Financial intermediation in first-century AD Rome and eighteenth-century England, in K. Verboven, K. Vandorpe & V. Chankowski (edd.), Pistoi dia tèn technèn. Bankers, Loans and Archives in the Ancient World. Studies in Honour of Raymond Bogaert. Leuven, 2008, pp. 371-419 (con P. Temin)
- Poor peasants and silent sherds, in L. de Ligt & S. Northwood (edd.), People, Land and Politics. Demographic Developments and the Transformation of Roman Italy, 300 BC - AD 14,  Leiden, 2008, pp. 305-332
- Earnings and costs: living standards and the Roman economy (first to third centuries AD), in A. Bowman e A. Wilson (edd.), Quantifying the Roman Economy. Methods and Problems, Oxford, 2009, pp. 299-326